# Raión de Márkivka
Raión de Márkivka (en ucraniano: Марківський район) es un antiguo raión o distrito de Ucrania en el óblast de Lugansk. La capital fue la ciudad de Márkivka.
Comprende una superficie de 1166 km².

## Demografía
Según estimación 2010 contaba con una población total de 16562 habitantes.

## Otros datos
El código KOATUU es 4422500000. El código postal 92400 y el prefijo telefónico +380 6464.